# 维勒格利
维勒格利（法語：Villegly，法語發音：[vilɡli] ⓘ）是法国奥德省的一个市镇，位于该省北部，属于卡尔卡松区。

## 地理
维勒格利（43°17'10"N, 2°26'24"E）面积9.83 平方千米，位于法国奧克西塔尼大區奥德省，该省份为法国南部沿海省份，北起塔恩省，西北接上加龙省，西接阿列日省，南至东比利牛斯省，东临地中海，东北与埃罗省接壤。
与维勒格利接壤的市镇（或旧市镇、城区）包括：巴尼奥勒、奥尔比耶勒河畔孔克、萨莱勒卡巴代斯、维拉尔泽卡巴尔代、米内尔瓦新城。

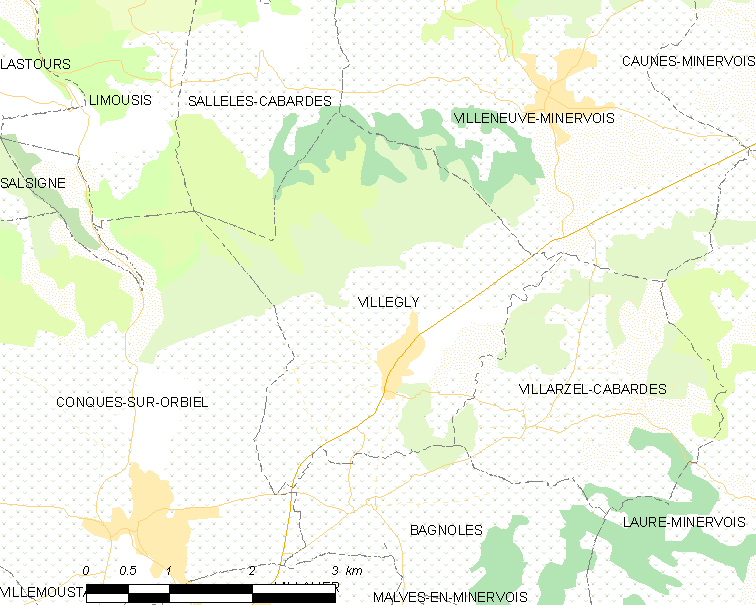
维勒格利的OSM定位图

维勒格利的时区为UTC+01:00、UTC+02:00（夏令时）。

## 行政
维勒格利的邮政编码为11600，INSEE市镇编码为11426。

## 政治
维勒格利所属的省级选区为上密涅瓦县。

## 人口

1962-2008年间维勒格利人口变化图示

维勒格利于2022年1月1日时的人口数量为1227人。